# Alex Pedersen
Alex Kjeld Pedersen (Ikast, Jutlandia Central, 15 de noviembre de 1966) fue un ciclista danés, que fue profesional entre 1988 y 1991. El 1994 consiguió el Campeonato del mundo de esta modalidad. Un golpe retirado, fue director deportivo de diferentes equipos.

## Palmarés
- 1983
  -  Campeón del mundo júnior en contrarreloj por equipos (con Soren Lilholt, Kim Olsen y Rolf Sørensen)
  - 1º en el Giro della Lunigiana
- 1986
  -  Campeón de Dinamarca en contrarreloj por equipos (con Bjarne Riis, Per Pedersen y Björn Sørensen)
- 1986
  -  Campeón de Dinamarca amateur en ruta
- 1987
  - Vencedor de una etapa al Gran Premio Guillemos Tilo
- 1990
  - Vencedor de una etapa al Gran Premio Ringerike
- 1992
  -  Campeón de Dinamarca amateur en ruta
- 1993
  - 1º en el Gran Premio François-Faber
- 1994
  -  Campeón del mundo en ruta amateur
  - 1º en el Gran Premio della Liberazione
  - Vencedor de una etapa a la Rapport Toer

### Resultados en el Giro de Italia
- 1990. 52.º de la Clasificación general

### Resultados en la Vuelta en España
- 1989. 133.º de la Clasificación general